# Hêtre mexicain
Fagus grandifolia subsp. mexicana
Pour les articles homonymes, voir Haya.
Sous-espèce
Classification phylogénétique
Le hêtre mexicain ou haya (Fagus grandifolia subsp. mexicana) est une sous-espèce endémique du Nord-Est du Mexique, où il se rencontre depuis le Sud-Est de Tamaulipas jusqu'au Sud de l'Hidalgo et de Puebla; il est réduit aux forêts de nuages de haute altitude en montagne. C'est un arbre à feuilles caduques, atteignant entre 25 et 40 m en hauteur et qui possède un tronc de plus d'un mètre de diamètre.
Les feuilles sont alternes, simples, avec une marge légèrement dentée, souvent plus petites que celle du hêtre américain, 5 à 8 m de long et 3 à 5 cm de large. Les bourgeons sont longs et minces, mesurant 15 à 22 m en longueur et 2 à 3 mm en largeur. Les fleurs se présentent sous la forme de petits chatons qui apparaissent peu après les feuilles au printemps. Les fruits sont des akènes (faînes) triangulaires mesurant 10 à 20 mm et 7 à 10 mm en largeur à la base; il y a deux faîne dans chaque cupule, mûrissant à l'automne 6 à 7 mois après la pollinisation.

## Synonymes
Certaines sources présentent cet arbre comme une sous-espèce de hêtre à grandes feuilles. Toutefois, il semble que des sources mexicaines considèrent toujours ce hêtre comme une espèce à part entière.
- Fagus mexicana Martínez
- Fagus grandifolia var. mexicana (Martínez) Little